# Jüdischer Friedhof (Neznašov)
Koordinaten: 49° 13′ 37″ N, 14° 23′ 1″ O

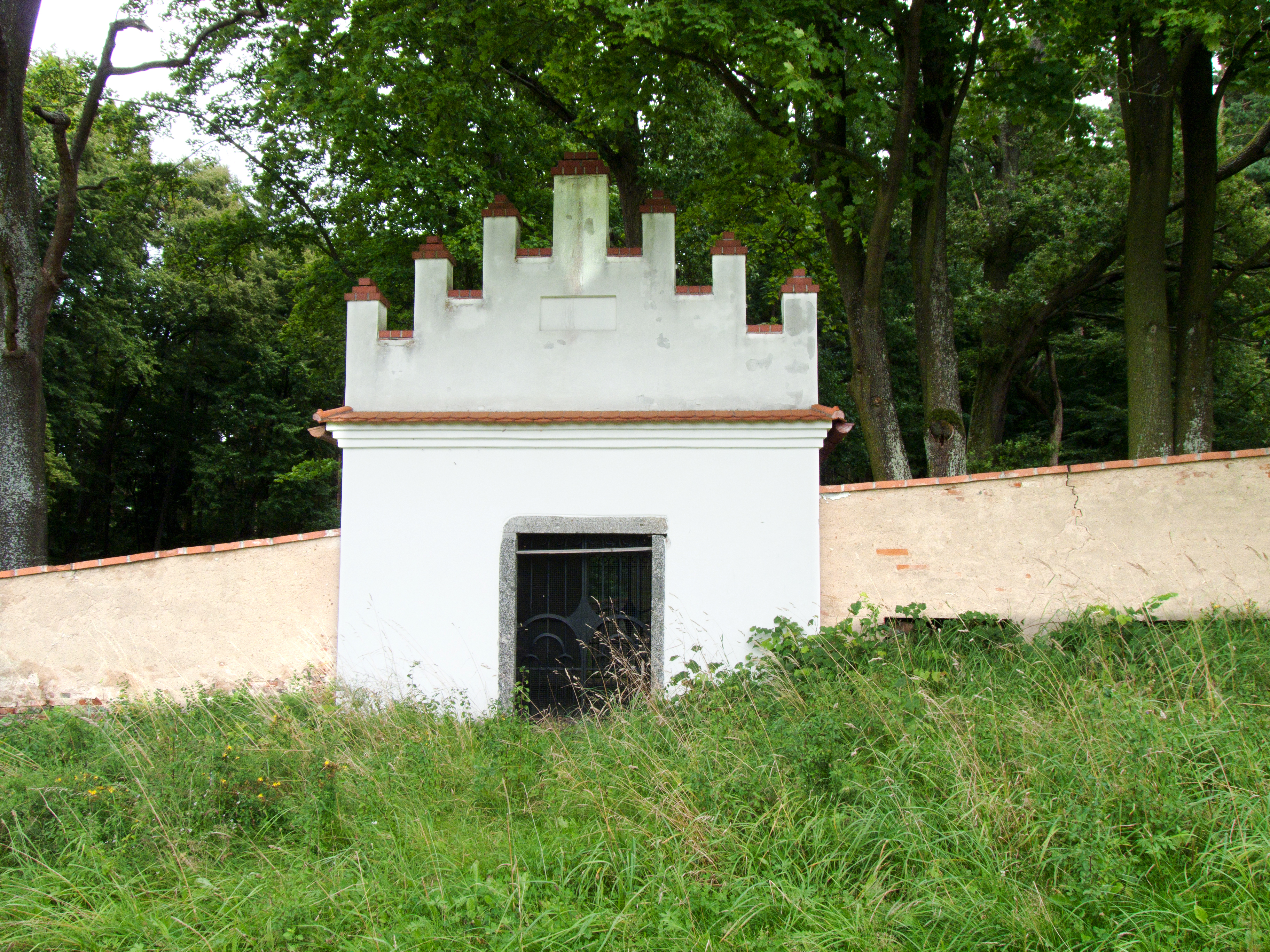
Eingang zum jüdischen Friedhof in Neznašov

Der Jüdische Friedhof in Neznašov (deutsch Nesnaschow), einem Ortsteil der Gemeinde Všemyslice im Okres České Budějovice in Tschechien, wurde im 18. Jahrhundert angelegt. Der jüdische Friedhof, südlich des Ortes im Wald über dem Tal des Bohunický potok gelegen, ist seit 1995 ein geschütztes Kulturdenkmal.